# Aleksandr Korotkov
Aleksandr Aleksandrovich Korotkov (tiếng Nga: Александр Александрович Коротков; sinh ngày 13 tháng 1 năm 1987) là một cầu thủ bóng đá người Nga. Anh thi đấu cho FC Veles Moskva.